# Aigny

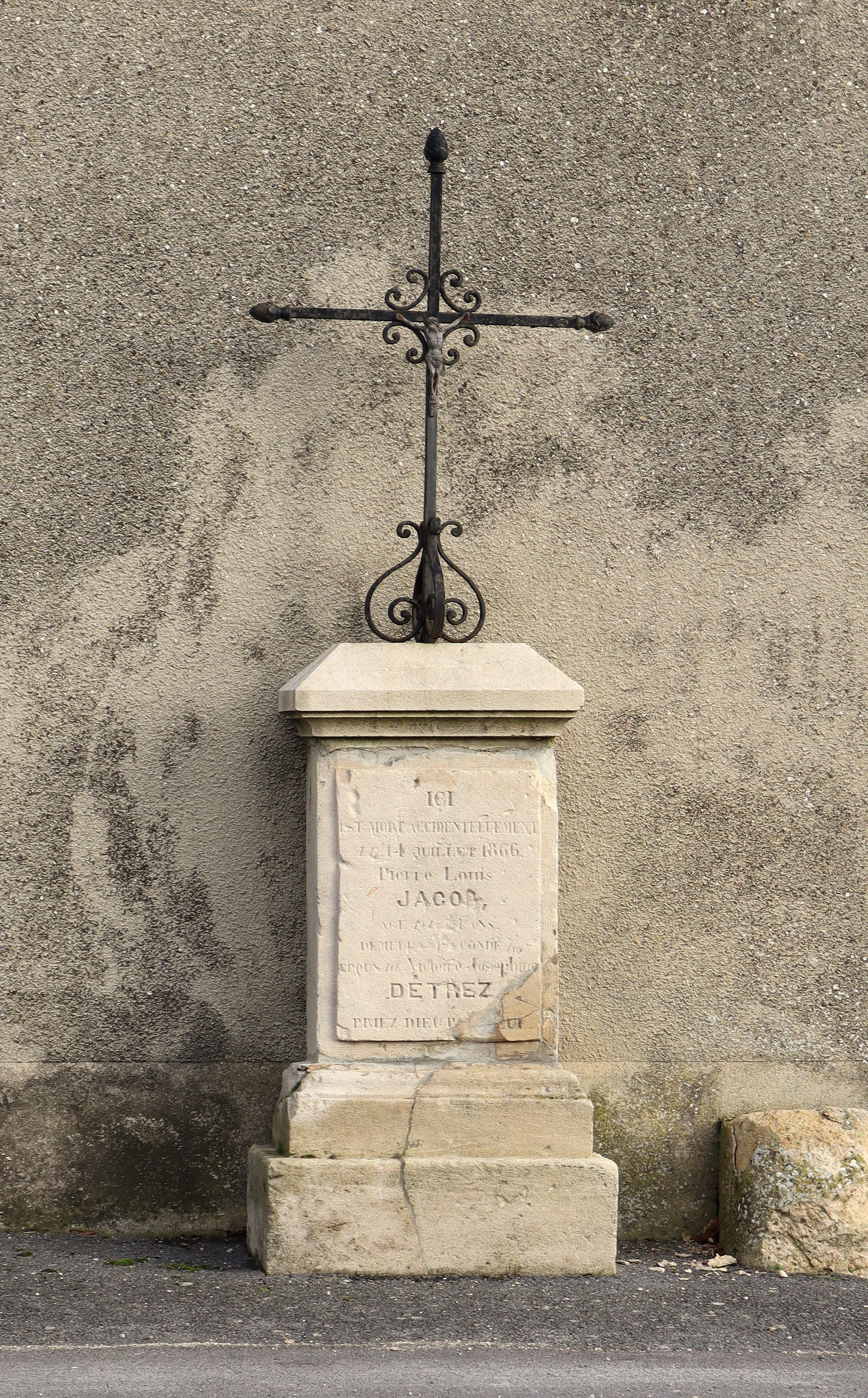
Wegekreuz (1866) an der Route de Châlons.

Aigny ist eine französische Gemeinde mit 287 Einwohnern (Stand: 1. Januar 2022) im Département Marne in der Region Grand Est (bis 2015: Champagne-Ardenne). Die Gemeinde gehört zum Arrondissement Châlons-en-Champagne und zum Kanton Châlons-en-Champagne-2. Die Bewohner nennen sich Aquanidiens.

## Geografie
Aigny liegt etwa 28 Kilometer südsüdöstlich von Reims und 13 Kilometer nordwestlich von Châlons-en-Champagne im Flusstal der Marne. Der Ort selbst liegt am Canal latéral à la Marne. Umgeben wird Aigny von den Nachbargemeinden Isse im Norden, Les Grandes-Loges im Nordosten, Vraux im Osten und Südosten, Aulnay-sur-Marne im Süden, Jâlons im Südwesten sowie Condé-sur-Marne im Westen.

## Bevölkerungsentwicklung
| Jahr                       | 1962 | 1968 | 1975 | 1982 | 1990 | 1999 | 2008 | 2018 |
| Einwohner                  | 196  | 207  | 211  | 218  | 192  | 189  | 216  | 275  |
| Quellen: Cassini und INSEE |      |      |      |      |      |      |      |      |

## Sehenswürdigkeiten
- Kirche Saint-Martin aus dem 19. Jahrhundert

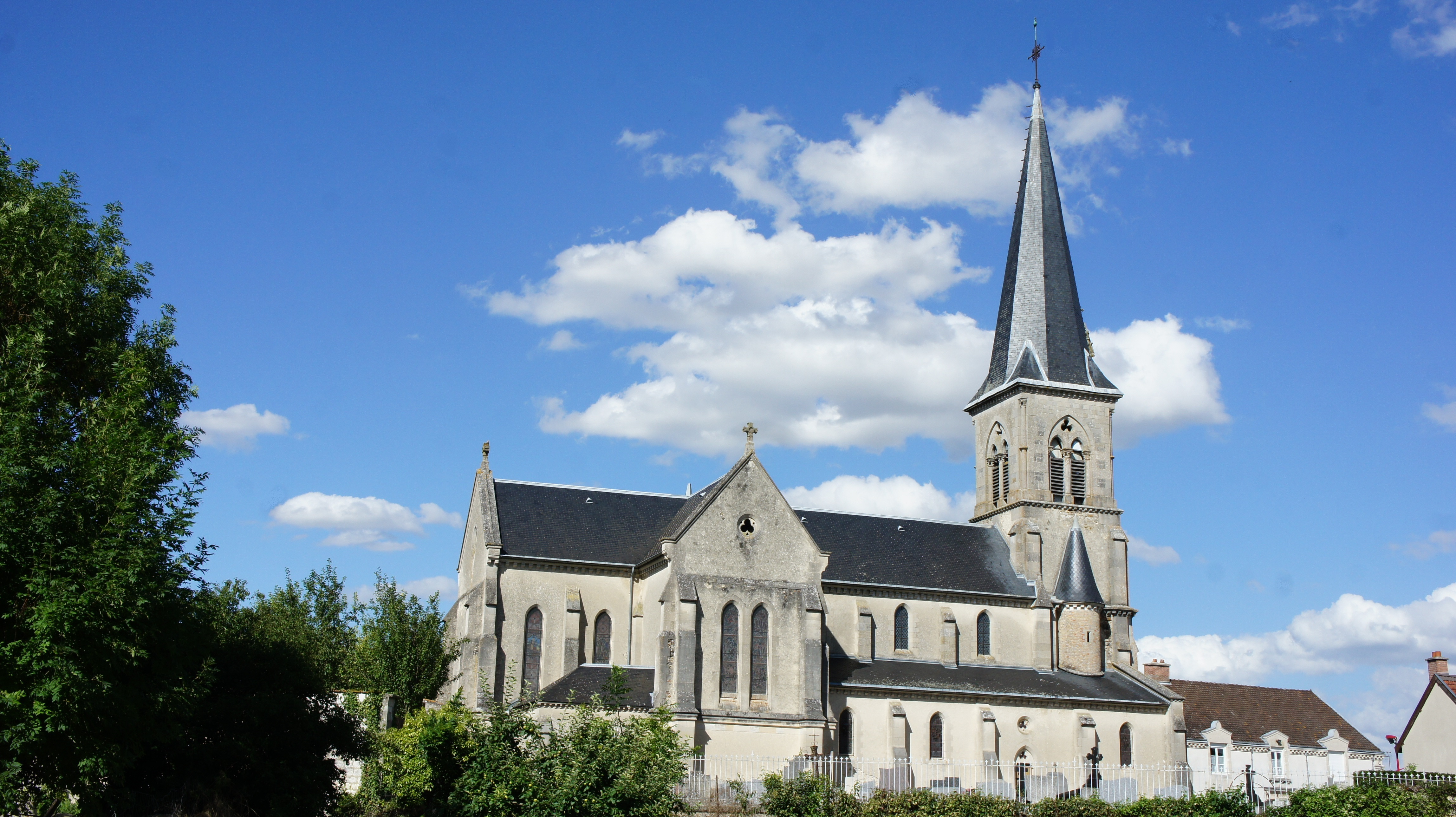
Kirche Saint-Martin